# Coll de Sant Teòdul
El coll Teòdul o Coll de Sant Teòdul (3.301 msnm), conegut com a Theodulpass (alemany), Col de Saint-Théodule (francès), Colle del Teodulo (italià), o Théoduljoch (alamànic del Valais), és un coll d'alta muntanya a la zona est dels Alps Penins, que comunica el municipi de Zermatt a la vall de Mattertal del cantó suís del Valais, i el de Breuil-Cervinia a la vall de Valtournenche de la regió italiana de la Vall d'Aosta. La frontera passa per la divisòria d'aigües.

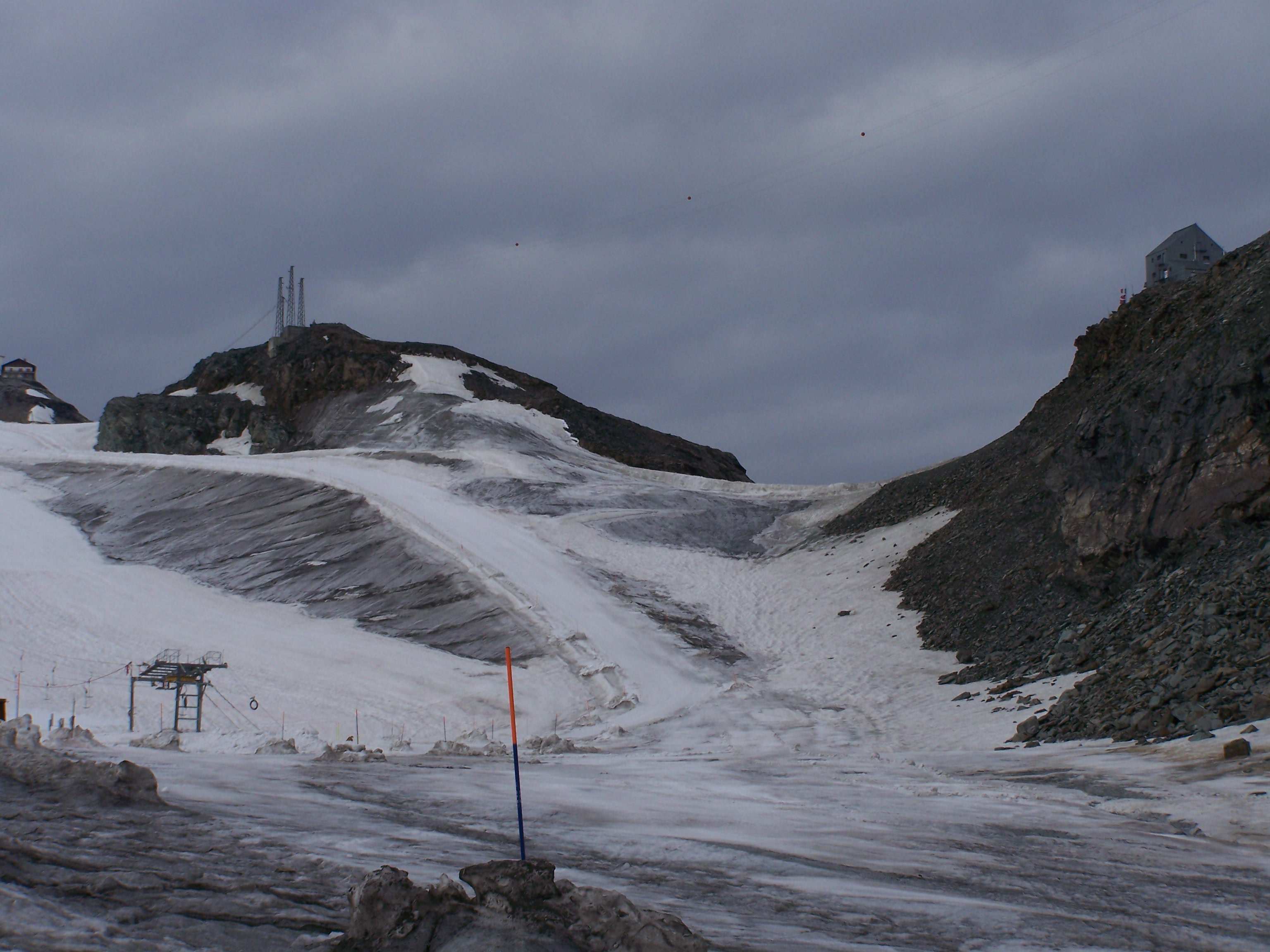
El coll Teòdul actualment

El nom del pas és en honor de sant Teòdul, el primer bisbe de la diòcesi de Sion.
El pas es troba entre el Cerví a l'oest i el Breithorn a l'est.
Des del punt de vista orogràfic separa el grup del Weisshorn-Cerví a l'oest, del grup del Mont Rosa a l'est.
Està situat a la vora de la glacera del Plateau Rosa.
Va tenir una gran importància històrica com a via per intercanvis i comunicació que hi van tenir lloc durant segles.
Actualment connecta les pistes dels dominis esquiables de les estacions d'esquí de Breuil-Cervinia i Zermatt.
El refugi de muntanya Rifugio Teodulo, propietat de la secció de Torí del Club Alpino Italiano està situat en el coll.